# Departamento Adolfo Alsina
Das Departamento Adolfo Alsina liegt im Südosten der Provinz Río Negro im Süden Argentiniens und ist eine von 13 Verwaltungseinheiten der Provinz.
Es grenzt im Norden an das Departamento Conesa, im Osten an die Provinz Buenos Aires, im Süden an den Atlantischen Ozean und im Westen an das Departamento San Antonio.
Die Hauptstadt des Departamento Adolfo Alsina ist Viedma.

## Geschichte
Das Departamento erhielt seinen Namen zu Ehren des früheren argentinischen Kriegsministers Adolfo Alsina, der verantwortlich für die Befestigung der „Zanja de Alsina“ und den Beginn der Wüstenkampagne war.

## Bevölkerung

### Übersicht
Das Ergebnis der Volkszählung 2022 ist noch nicht bekannt. Bei der Volkszählung 2010 war das Geschlechterverhältnis mit 28.439 männlichen und 29.239 weiblichen Einwohnern ausgeglichen mit einem knappen Frauenüberhang.
Nach Altersgruppen verteilte sich die Einwohnerschaft auf 14.745 (25,6 %) Personen im Alter von 0 bis 14 Jahren, 37.815 (65,6 %) Personen im Alter von 15 bis 64 Jahren und 5.118 (8,9 %) Personen von 65 Jahren und mehr.

### Bevölkerungsentwicklung
Das Gebiet ist dünn besiedelt mit einer stetig wachsenden Bevölkerungszahl. Die Schätzungen des INDEC gehen von einer Bevölkerungszahl von 66.746 Einwohnern per 1. Juli 2022 aus.
| Jahr | 1947  | 1960  | 1970   | 1980   | 1991   | 2001   | 2010   | 2022    |
| Einwohner                                                                                                | 8.317 | 9.510 | 15.890 | 28.350 | 44.465 | 50.701 | 57.678 | k. Ang. |
| Bevölkerungsentwicklung des Departements seit 1947; Quelle: Ergebnisse der Volkszählungen in Argentinien |       |       |        |        |        |        |        |         |

## Städte und Gemeinden
Das Departamento Adolfo Alsina ist in folgende Gemeinden aufgeteilt:
- Viedma (Municipio)
- Guardia Mitre (Municipio)
- Cubanea (Comisión de Fomento)
- San Javier (Comisión de Fomento)

Darüber hinaus gibt es folgende Siedlungen:
- Bahía Creek
- Balneario El Cóndor
- El Juncal
- General L. Bernal
- General Lorenzo Vintter
- General N. H. Palacios
- La Lobería
- Loteo Costa de Río
- Pozo Salado
- Vicealmirante E. O’Connor
- Zanjón de Oyuela